# Răzvan Rotaru
Răzvan Rotaru (n. 3 iulie 1977) este un deputat român, ales în 2012 din partea Partidului Poporului – Dan Diaconescu (PP-DD). În timpul mandatului, a trecut la Partidul Conservator (PC) în 2013 și apoi la Uniunea Națională pentru Progresul României (UNPR) în 2016.
În timpului mandatului, a făcut parte din următoarele grupuri parlamentare: grupul parlamentar Democrat și Popular (al PPDD; între 19 decembrie 2012 și 17 iunie 2013), grupul parlamentar Liberal Conservator (PC-PLR) (între 17 iunie 2013 și 23 iunie 2014), deputați neafiliați (între 23 iunie 2014 și 28 aprilie 2015, apoi din nou între decembrie 2015 și iunie 2016), grupul parlamentar Democrat și Popular (din 28 aprilie 2015) și apoi grupul parlamentar al UNPR (din iunie 2016 până la finalul mandatului)